# Kamenka, Vîșhorod
Kamenka (în ucraineană Каменка) este un sat în așezarea urbană Dîmer din raionul Vîșhorod, regiunea Kiev, Ucraina.

## Demografie
Componența lingvistică a localității Kamenka
     Ucraineană (98%)
     Rusă (2%)
Conform recensământului din 2001, majoritatea populației localității Kamenka era vorbitoare de ucraineană (98%), existând în minoritate și vorbitori de rusă (2%).